# 아사쿠라 소테키
아사쿠라 소테키 / 아사쿠라 노리카게(일본어: 朝倉宗滴 / 朝倉教景, 1477년 ~ 1555년 9월 23일)는 센고쿠 시대의 무장이다. 에치젠의 센고쿠 다이묘 아사쿠라 가문의 일족으로, 아사쿠라 가문 당주 아사쿠라 사다카게(朝倉貞景)·다카카게(孝景, 10대 당주 소준 다카카게)·요시카게(義景) 3대를 보좌하는 중신으로서, 각지에서 수많은 전투를 승리로 이끌며 무명을 떨친 명장이다.
젊었을 때의 썼던 본명은 노리카게이지만, 출가 후의 법명 소테키가 훨씬 유명하여 아사쿠라 소테키라는 이름으로 널리 알려져 있다.
명기 쓰쿠모나스(九十九髪茄子)를 소유하고 있던 것으로도 유명하다.

## 생애

### 탄생
분메이 9년(1477년), 아사쿠라 가문 제 7대 당주 아사쿠라 다카카게(朝倉孝景, 에이린 다카카게)의 8남으로 태어났다. 부친 다카카게의 가명인 고타로(小太郎)라고 불렸던 점, 아사쿠라 역대 당주가 받는 글자인 가게(景) 자가 이름에 들어간 점, 그리고 노리카게라는 이름 자체도 증조부 노리카게의 이름을 딴 것으로 조부 이에카게(家景)와 부친 다카카게도 모두 노리카게라는 이름을 쓴 적이 있는 것 등으로 미루어 볼 때, 소테키는 적남의 대우를 받은 것으로 여겨진다. 그러나 부친 다카카게가 사망한 분메이 13년(1481년)에 소테키는 네 살에 불과하여 가독을 잇는 것은 무리라고 판단되어 형 우지카게(氏景)가 가독을 잇게 되어, 당주가 되지는 못하였다. 그러나 소테키는 사다카게 시대부터 죽을 때까지 사실상의 당주로서 아사쿠라 가문의 정무와 군무를 집행하였다.

### 쓰루가 군 장관 취임
분키 3년(1503년), 쓰루가 성(敦賀城) 성주 아사쿠라 가게토요(朝倉景豊)의 모반 때부터 소테키는 두각을 나타내기 시작하였다. 소테키는 가게토요의 여동생을 아내로 맞았기 때문에 당초에는 가게토요 측에 가담하도록 권유받았으나, 이를 거절하기 위하여 류코지(竜興寺)로 출가하고, 가게토요의 모반을 당주 아사쿠라 사다카게에게 밀고하여 가케토요는 모반의 죄명으로 자결을 명받았다. 이 공으로 소테키는 가네가사키 성(金ヶ崎城) 성주로서 쓰루가 군지(郡司, 군 장관)에 취임하여, 이후 아사쿠라 가문의 군무를 담당하게 되었다.

### 에이쇼 3년의 잇코 잇키
가가국을 통치하고 있던 잇코슈(가가 잇코 잇키)는 세력 확대를 목표로 몇번에 걸쳐 에치젠에 침공을 감행하였는데, 이것은 중앙의 권력 투쟁과도 깊은 관계가 있었다. 당시의 간레이 호소카와 마사모토(細川政元)와 혼간지는 우호 관계에 있어, 마사모토의 강력한 요청으로 혼간지는 반 호소카와 파인 아사쿠라 가문을 포함한 호쿠리쿠의 여러 다이묘를 공격하게 된 것이다. 에이쇼 3년(1506년) 3월, 가가의 잇코슈 일문인 혼센지 주지 렌고(蓮悟)가 나가오 가문(長尾氏)·노토 하타케야마 가문(畠山氏) 타도를 외치는 격문을 돌리고 봉기하여, 6월에 접어들자 그 소란의 불똥이 에치젠까지 튀게 되었다.
그리하여 같은해 7월, 가가·엣추·노토의 잇코슈 문도가 에치젠에서 일어난 잇코 잇키에 가세하기 위하여 에치젠으로의 침공을 개시하였다. 이에 대항하기 위하여 소테키를 총대장으로 아사쿠라·잇코슈 이외의 문도 연합군이 출진하여 잇코슈와 구즈류강(九頭竜川) 일대에서 대치하였다. 이것이 에이쇼 3년의 잇코 잇키(구즈류가와 전투)이다. 이 때, 잇코슈 세력은 30만을 넘어섰다고 하며, 이에 맞서는 아사쿠라 군은 1만 1천여명 정도였다고 한다. 구즈류강 유역 각지에서 몇번이나 격렬한 전투가 벌어지는 가운데, 8월 6일의 나카노고 전투(中ノ郷の戦い) 때 잇코슈 측의 군세가 완전히 무너지게 되어 결국 아사쿠라 군이 승리를 거두었다.

### 아사쿠라 가문의 번영
에이쇼 14년(1517년), 무로마치 막부의 명으로 와카사 슈고 다케다 가문의 원군으로서 와카사·단고로 출진하여, 와카사 슈고다이의 반란을 진압하였다.
다이에이 5년(1525년), 미노의 내란에 개입한 북 오미의 아자이 스케마사(浅井亮政)를 견제하기 위해 남 오미의 롯카쿠 가문과 협력하여 아자이 가문의 본거지 오다니성(小谷城)으로 출진하였다. 그러나 격렬하게 싸우지는 않고, 5개월에 걸쳐 오다니성 일각에 포진한 상태로 롯카쿠 가문과 아자이 가문의 조정역을 맡았다.
다이에이 7년(1527년)에는 오미로 도망쳐 온 쇼군 아시카가 요시하루(足利義晴)와 간레이 호소카와 다카쿠니(細川高国)의 요청을 받아들여 상락하여, 미요시 나가요시와의 전투에서 승리를 거두었다. 그러나, 다음해 다이에이 8년(1528년)에 교토에서 철수하였기 때문에(다카쿠니와의 대립이 원인으로 여겨진다), 고립된 다카쿠니는 유랑하는 처지가 되었다.
이러한 소테키의 활약으로 아사쿠라 가문의 지위는 반석 위에 오르게 되었고, 중앙 정치에 대해서도 확고한 영향력을 가지게 되었다. 다이에이 7년에 소테키는 양자 아사쿠라 가게토시(朝倉景紀)에게 쓰루가 군지 직을 물려주었으나, 군 부교(軍奉行) 직은 계속 맡으며 여전히 군무를 담당하였다.

### 만년
교로쿠 4년(1531년), 가가의 내분(교로쿠의 착란(享禄の錯))을 틈타 노토 하타케야마 가문과 함께 가가로 출진하였다. 데도리강(데도리가와, 手取川)까지 진군하였으나 도중에 동맹군 노토 하타케야마 군이 괴멸하였기 때문에 철수하였다.
덴분 24년(1555년), 에치고 우에스기 가문(上杉氏)과 연합하여 재차 가가로 출진하였다. 이것이 소테키의 최후의 출진이 된다. 순조로운 진군이었으나 진중에서 소테키가 병으로 쓰러져 귀환하여, 9월 8일 이치조다니 성(一乗谷聖)에서 병사하였다. 향년 79세. 법명은 겟코인도노 쇼요소테키 대거사(月光院殿照葉宗滴大居士)。

## 《아사쿠라 소테키 와키(朝倉宗滴話記)》
소테키가 말한 것을 소테키의 가신 하기와라 하치로우에몬 무네토시(萩原八郎右衛門尉宗俊)가 정리한 책이라고 전해진다. 서신 등에서 보이지 않기 때문에, 동시대 사료로서의 가치는 불명.

### 성립 시기
정확한 성립년은 알 수 없으나, 소테키가 사후에 정리된 것으로 보이기 때문에, 소테키가 사망한 덴분 24년(1555년)에서 저자 하기와라 무네토시가 전사한 겐키 원년(1570년) 사이가 하고 추측되고 있다. 더욱이 제 47조의 사람을 다루는 데 있어 모범적인 다이묘를 이야기하는 부분에서, 나열된 미요시 나가요시와 나가오 가게토라(후의 우에스기 겐신)의 관위·성명 등에서, 에이로쿠 3년(1560년) 또는 4년 (1561년) 정도에 성립된 것이라고 여겨진다. 이마가와 요시모토의 이름도 열거되고 있는 것에서, 요시모토의 평판을 떨어트린 오케하자마 전투 이전인 에이로쿠 3년으로 한정할 수 있는 가능성도 있다.

### 내용
전반적인 내용은 소테키가 말했다는 전투 교훈·가훈의 기술과, 소테키의 경력을 서술한 것이다. “무사는 개라는 소리를 듣든지, 짐승이라는 소리를 듣든지, 이기는 것이 중요하다.”무사는 개가 되든, 짐승이 되든, 이기는 것이 본령이다.라는 부분이 유명하다. 전투는 간결하게 기술되어 있어, 몇년 몇월 몇일에 소테키가 말했다는 식의 기록적인 요소는 존재하지 않는다. 잡담을 모아둔 인상을 주기는 하나, 완전히 별도의 주제를 산만하게 나열하고 있지는 않고 어느 정도 관련된 조문끼리 정리되어 있다.